# ماروکاریما
ماروکاریما (به لاتین: Marokarima) یک منطقهٔ مسکونی در ماداگاسکار است که در مننجری واقع شده‌است. ماروکاریما ۱۴٬۰۰۰ نفر جمعیت دارد و ۲۵ متر بالاتر از سطح دریا واقع شده‌است.